# Rúzsflóra

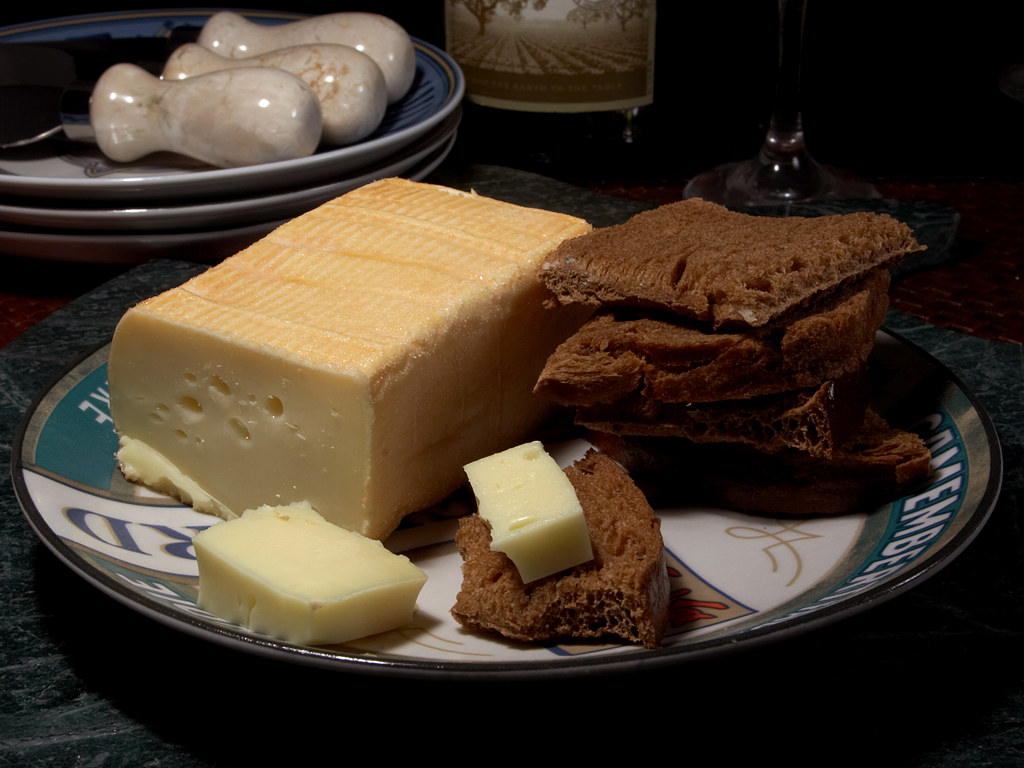
A Limburg sajt is ezzel készül

A rúzsflóra egy – a lágy sajtok készítésénél használatos – baktérium-színtenyészet, ami a sajt felületén alakul ki, mivel csak levegőn szaporodik.

## Működése
Enzimjei erőteljesen bontják a fehérjét egészen az aminosavakig, és a zsírt egészen a zsírsavakig. Az így érlelt sajt felületén az erősen fehérjebontó baktérium, a Brevibacterium linens tenyészete hozza létre a vörösesbarna, nyálkás bevonatot. A rúzsflórával érlelt sajtoknak a rothadó húséra emlékeztető, jellegzetesen erős, enyhén ammóniás, orrfacsaró szaga van.

## Érdekesség
Ugyanezen baktériumok hozzák létre a lábszagot, illetve a szennyes ágynemű szagát, amire pl. a malária vektoraként működő szúnyogok különösen érzékenyen, pozitív taxissal reagálnak.